# Hemicystites
Hemicystites is een geslacht van uitgestorven Echinodermata (stekelhuidigen) uit de klasse Edrioasteroidea, dat leefde van het Ordovicium tot het Devoon.

## Kenmerken
Deze edrioasteroïde had een dun, afgeplat lichaam, dat was omgeven door een ring van grote platen en ringen aan de rand van kleine plaatjes. Het lichaam bevatte vijf korte, radiaal geplaatste armen. De diameter bedroeg ongeveer twee centimeter.